# Daniel Viaene
David Viaene (Wattrelos, 29 de novembro de 1937) é um futebolista da França que jogou na posição de medio.